# Pjanoo
„Pjanoo” este o piesă house bazată pe clape, compusă de DJ-ul și producătorul suedez Eric Prydz. „Pjanoo” a ajuns pe locul șase în Sverigetopplistan. În afara Suediei, „Pjanoo” a intrat în topul celor mai ascultate zece piese din diferite țări europene, în special în Regatul Unit, unde a ajuns pe locul doi în UK Singles Chart, după piesa „I Kissed a Girl” a lui Katy Perry, a ocupat primul loc în topul UK Dance Chart timp de zece săptămâni neconsecutive și a beneficiat de o difuzare moderată la posturile de radio britanice, fiind utilizat intens de BBC Radio 1 în reclamele pentru evenimentele „Radio 1 Big Weekend” și „Weekend in Ibiza”.

## Context și lansare
Piesa a fost lansată în scop promoțional pe 17 martie 2008 sub propria casă de discuri a lui Eric Prydz, Pryda, într-un număr limitat de 12" disponibil la comandă specială. Piesa a fost lansată pe 8 august 2008 de casa de discuri Data Records, aparținând Ministry of Sound.
Prydz a declarat: „Am pus-o într-un club din nordul Marii Britanii în 2006. Nu am primit reacția pe care o așteptam, așa că nu am mai rulat-o timp de ani de zile, până când am găsit CD-ul în timp ce cântam la clubul „Ambasadeur” din Stockholm. Am pus-o din nou, pentru distracție, și a avut succes. Cineva a filmat și a ajuns pe YouTube.”
Producătorul britanic de drum and bass High Contrast a realizat un remix de succes al piesei „Pjanoo”, lansat de Data Records pe 26 august 2008, cu o durată de 7:43.
În ciuda resentimentelor generale față de Prydz, Pitchfork a recunoscut totuși că piesa era „una dintre cele mai bune piese dance ale anului”.

## Videoclipul muzical
Un cowboy din Vestul Sălbatic are o mână plină de dolari, dar nu găsește nicăieri de băut, deoarece temperatura depășește 40 °C. El găsește un bar vechi numit Pjanoo și intră în bar pentru a găsi ceva de băut. Apoi, un pian vechi începe să cânte singur, iar cowboy-ul găsește doi amerindieni micșorați care execută un dans al ploii, provocând o ploaie torențială. Un robinet curge și cowboy-ul aleargă spre robinet să bea apă, apoi iese în fugă din bar.
Pe 15 septembrie 2020, Ministry of Sound a încărcat versiunea Full HD a videoclipului pe canalul său de YouTube.

## Topuri
| Top (2009)                        | Loc |
| --------------------------------- | --- |
| Belgia (Ultratop 50 Flanders)     | 58  |
| CSI (TopHit)                      | 196 |
| Europa (European Hot 100 Singles) | 68  |
| Russia Airplay (TopHit)           | 184 |
| Țările de Jos (Dutch Top 40)      | 19  |
| Țările de Jos (Single Top 100)    | 44  |
| UK Singles (OCC)                  | 75  |
| Ungaria (Dance Top 40)            | 77  |

| Top (2009)              | Loc |
| ----------------------- | --- |
| Russia Airplay (TopHit) | 151 |

## Certificări
| Regiune                                                    | Certificări | Vânzări  |
| ---------------------------------------------------------- | ----------- | -------- |
| Regatul Unit (BPI)                                         | Platinum    | 600.000^ |
| xcifrele nespecificate sunt bazate pe un singur certificat |             |          |

## În cultura populară
- Auzit în clubul de noapte din episodul „Night Out In London” al serialului britanic The Inbetweeners.[15]
- Mixată cu melodiile „Shout” de Tears for Fears și „Somebody Told Me” de The Killers în jocul video DJ Hero.[16]
- Versiunea „Club mix” a fost utilizată în primul trailer al jocului video Grand Theft Auto IV: The Ballad of Gay Tony și este disponibilă pe postul de radio Vladivostok FM din joc.
- Piesa „Fever” a trupei Cascada are părți inspirate ușor din „Pjanoo”.[17]
- Utilizată de BBC în reclame televizate pentru Sport Relief 2010.
- Utilizată de Sky Sports ca temă pentru transmisiunile lor din cadrul International One Day Cricket.[18]
- Utilizată la Jocurile Olimpice de vară din 2020, la haltere.[19]

## Sample-uri
Melodia principală a fost samplată în piesa Rollercoaster din 2013 a lui Justin Bieber. Ritmul principal a fost samplat în intro-ul piesei Hypnotized din 2020 a lui Purple Disco Machine și Sophie and the Giants.